# Petra Kehl
Petra Kehl (* 1965) ist eine deutsche Historikerin für mittelalterliche Geschichte mit Schwerpunkt auf der Heiligenverehrung. Kehls Monographie (entstanden aus ihrer Doktorarbeit) Kult und Nachleben des hl. Bonifatius (1993) ist eine von nur zwei Monographien über die Verehrung des heiligen Bonifatius. Die andere ist Lutz E. von Padbergs Monographie Studien zur Bonifatiusverehrung. Kehls Studie ist unter anderem als „mit akribischer Sorgfalt“ geschrieben rezensiert und als „ein Standardwerk der Forschung für die kommenden Jahre“ bezeichnet worden. Kehl lebt in Fulda, wo sie einen Verlag für historische Fiktion, religiöse Literatur und Kinderbücher betreibt. Sie steht der Priesterbruderschaft St. Pius X. nahe.

## Bibliographie (Auswahl)
- Kult und Nachleben des heiligen Bonifatius im Mittelalter (754-1200) (= Quellen und Abhandlungen zur Geschichte der Abtei und der Diözese Fulda. Band 26). Parzeller, Fulda 1993, ISBN 3-7900-0226-7.
- Die Entstehungszeit der Vita Sturmi des Eigil. Versuch einer Neudatierung. In: Archiv für mittelrheinische Kirchengeschichte Bd. 46 (1994) S. 11–20
- Heiligenverehrung in der Reichsabtei Fulda. In: Walter Heinemeyer - Berthold Jäger (Hg.): Fulda in seiner Geschichte. Landschaft, Reichsabtei, Stadt, Elwert, Marburg 1995,  S. 181–199